# Two Zero One Seven
Two Zero One Seven è il ventiduesimo mixtape del rapper statunitense Chief Keef, pubblicato il 1º gennaio 2017 dalle etichette discografiche Glo Gang e RBC Records.

## Tracce
1. So Tree – 3:36
2. Fix That – 3:46
3. Empty – 3:11
4. Reeefah – 3:04
5. Falling On The Floor – 3:15
6. Short – 3:03
7. Knock It Off – 4:16
8. Hit The Lotto – 3:58
9. Check – 4:03
10. Dope Smokes – 3:42
11. Control – 2:44
12. Trying Not To Swear – 3:24
13. Go – 4:20
14. Telling It All – 3:20
15. Stand Down – 3:16
16. Running Late – 3:30
17. Anything Gets You Paid – 1:29

### Traccia bonus nella riedizione digitale
1. Moonbots – 3:30